# Nikolaos Doxaras

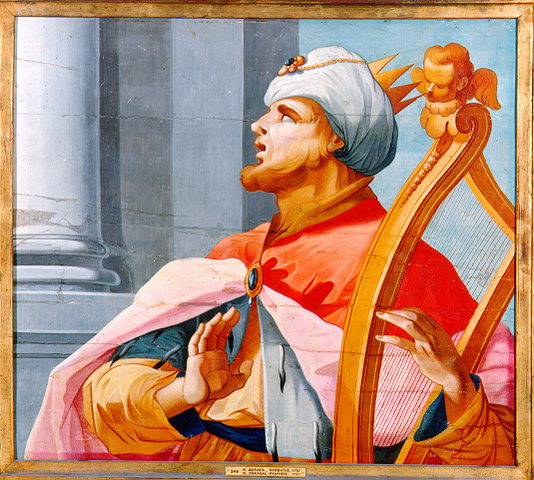
Der Prophet David von Nikolaos Doxaras, 18. Jh., 107 × 195 cm, Byzantinisches Museum Zakynthos

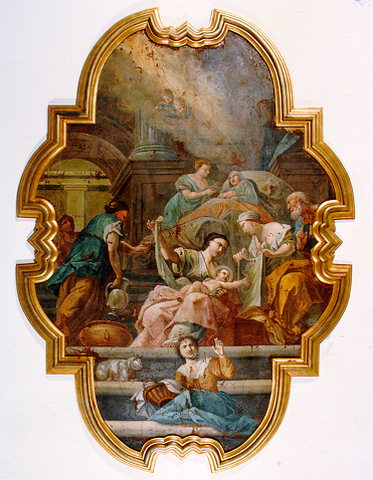
Geburt der Jungfrau Maria von Nikolaos Doxaras, 18. Jh., 400 × 300 cm, Byzantinisches Museum Zakynthos

Nikolaos Doxaras (griechisch Νικόλαος Δοξαράς, * ca. 1706/1710 in Kalamata; † 2. März 1775 in Zakynthos) war ein griechischer Maler und Sohn von Panagiotis Doxaras. Er war einer der Pioniere der Malschule der Ionischen Inseln.

## Leben
Nikolaos Doxaras lebte auf den Ionischen Inseln Zakynthos, Leukas, Korfu und Kefalonia. Im Jahr 1729 stellte er sich in den Dienst der venezianischen Armee. Später ging er nach Venedig, wo er ein Studium als Militärmechaniker und eines als Maler absolvierte. 1738 kehrte er nach Leukas zurück und 1745 wurde er Offizier der Gendarmerie von Kephallonia. 
Zwischen 1753 und 1762 arbeitete er auf Zakynthos als Gehilfe, bei der malerischen Ausschmückung der Decke der Kirche der Erscheinung der Heiligen Jungfrau. Dieses Werk wurde beim Erdbeben 1953 zerstört. Entwürfe des  Werkes haben sich erhalten und befinden sich in der Nationalen Pinakothek Griechenlands. Einen Originalabschnitt, «Die Geburt der Mutter Gottes», bewahrt das byzantinische Museum von Zakynthos auf. Nikolaos Doxaras bemalte auch die Decke der Kirche des Heiligen Minas auf der Insel Leukas. Auch dieses Werk zerstörte ein Brand.
Nikolaos Doxaras führte die Kunsttradition seines Vaters fort, indem er die byzantinische Ikonenmalerei durch Werke italienisch beeinflusster Malerei ersetzte. Seine Werke waren entscheidend für die Orientierung der griechischen Malerei an der Malerei Italiens.